# Noresund
Noresund è un villaggio della Norvegia, situato nella municipalità di Krødsherad, nella contea di Buskerud.